# Psaenythia scalae
Psaenythia scalae är en biart som beskrevs av Holmberg 1921. Psaenythia scalae ingår i släktet Psaenythia och familjen grävbin. Inga underarter finns listade i Catalogue of Life.